# Hit That
"Hit That" é um single da banda estadunidense The Offspring, lançado em 2003 pela gravadora Columbia Records. Trata-se do primeiro single da banda que incluiu amostras de sintetizador, interpretadas por Ronnie King.

## Faixas

### Versão 1[5]
1. "Hit That" – 02:49
2. "The Kids Aren't Alright" (BBC Radio 1) – 04:13
3. "Long Way Home" (ao vivo) – 02:34
4. "Hit That" (banda marcial) – 01:51
5. "Hit That" (videoclipe da versão Enhanced CD)

### Versão 2[6][7]
1. "Hit That" – 02:49
2. "(Can't Get My) Head Around You" (ao vivo) – 01:47

### Versão 3[8]
1. "Hit That" – 2:48
2. "Da Hui" – 1:32
3. "Hit That" (banda marcial)